# Biegacz fioletowy
Biegacz fioletowy (Carabus (Megodontus) violaceus) – gatunek chrząszcza z rodziny biegaczowatych i podrodziny Carabinae.

## Taksonomia
Gatunek został opisany w 1758 roku przez Karola Linneusza. Klasyfikowany jest obecnie w podrodzaju Megodontus, zaliczanym do podziału (subdivisio) Procrustomorphi w dziale (divisio) Multistriati.

## Opis
Osiąga długość od 18 lub 22 do 34 lub 35 mm. Przedostatni człon głaszczków wargowych wieloszczeciniasty. Gula bez uszczecinionych punktów. Boczna krawędź przedplecza i pokryw silnie metalicznie fioletowa lub niebieska (do niebieskozielonej). Pokrywy ma gładkie lub z podłużnymi homogenicznymi rzędami. Gatunek bardzo zmienny.

## Biologia i ekologia
Jest drapieżnym polifagiem polującym na inne owady oraz ich larwy, ślimaki i dżdżownice. Żywi się również świeżą padliną oraz grzybami. Aktywny nocą. W ciągu dnia ukrywa się w mchu, pod kamieniami lub kawałkami drewna. Larwy smukłe i długie podobnie jak dorosłe prowadzą nocą drapieżny tryb życia. Po trzech linieniach przepoczwarczają się w ziemi. Okres aktywności rozciąga się od czerwca do sierpnia.

### Habitat
Żyje w wilgotnych lasach liściastych i mieszanych, preferując gleby humusowe. Zamieszkuje również łąki łęgowe oraz inne otwarte tereny. Preferuje tereny wilgotne natomiast zdecydowanie unika suchych.
W górach występuje także powyżej piętra lasu.

## Rozprzestrzenienie
Gatunek palearktyczny. W Europie wykazany z Albanii, Andory, Austrii, Belgii, Bośni i Hercegowiny, Bułgarii, Białorusi, Czech, Chorwacji, Danii, Estonii, Finlandii, Francji, Grecji, Hiszpanii, Holandii, byłej Jugosławii, Luksemburgu, Liechtensteinu, Litwy, Łotwy, Macedonii, Mołdawii, Niemiec, Norwegii, obwodu królewieckiego, Polski, europejskiej Rosji, Rumunii, Słowacji, Szwecji, Szwajcarii, Ukrainy, Węgier, Wielkiej Brytanii i Włoch. Poza Europą znany z zachodniej Syberii, Kazachstanu i Gruzji.

## Systematyka
Wyróżnia się 20 podgatunków tego biegacza:
- Carabus violaceus andrzejuscii Fischer, 1823
- Carabus violaceus aurichalceus Kraatz, 1879
- Carabus violaceus aurolimbatus Dejean, 1829
- Carabus violaceus azurescens Dejean, 1826
- Carabus violaceus baeterrensis Lapouge, 1901
- Carabus violaceus dryas Gistl, 1857
- Carabus violaceus exasperatus Duftschmid, 1812
- Carabus violaceus fiorii Born, 1901
- Carabus violaceus fulgens Charpentier, 1825
- Carabus violaceus germarii Sturm, 1815
- Carabus violaceus liguriensis Breuning, 1934
- Carabus violaceus mixtus Gehin, 1876
- Carabus violaceus neesi Hoppe et Hornschuch, 1825
- Carabus violaceus picenus
- Carabus violaceus purpurascens Fabricius, 1787
- Carabus violaceus rilvensis Kolbe, 1887
- Carabus violaceus salisburgensis Kraatz, 1879
- Carabus violaceus violaceus Linne, 1758
- Carabus violaceus vlasuljensis Apfelbeck, 1894
- Carabus violaceus wolffii Dejean, 1826

W Polsce występują C. v. violaceus i C. v. andrzejuscii.